# 위저드리 VI: 우주 대장간의 파멸
《위저드리 VI: 우주 대장간의 파멸》은 서테크가 개발한 1990년 롤플레잉 비디오 게임이다. 《위저드리》 시리즈의 여섯 번째 본편이자 '검은 학자' 삼부작의 1편이다.
플레이어는 최대 6명으로 구성된 주인공 일행을 조종하며, 한 때 왕국이 있었던 고성에서 시공간의 운명을 좌우할 수 있다는 마법펜 '우주 대장간'을 찾아 모험하는 것이 주목표이다. 전작 《위저드리 V》로부터 독립적으로 완전히 새로 설계한 게임플레이 시스템를 선보였으며, 시리즈 최초로 애플 II 대신 MS-DOS와 아미가 컴퓨터 플랫폼 위주로 개발해 강화 그래픽 어댑터로 무장한 것이 특징이다. 캐릭터 성장치, 직업, 기술과 마법이 세분화돼 다양한 전투 및 게임진행 선택지가 늘어났다.
컴퓨터 플랫폼으로 출시된 후 1995년에 슈퍼 패미컴 이식판이 발매됐다.

## 반응
〈컴퓨터 게이밍 월드〉의 마크 클럽퍼는 1991년 평가에서 게임 내 세세한 기술, 무기 설정, 인터페이스, 디지털 오디오 등을 칭찬했다.

## 참조

### 주해
1. ↑  영어: Wizardry VI: Bane of the Cosmic Forge